# Sarphatipark 55-57
Het gebouw Sarphatipark 55-57 bestaat uit een dubbel herenhuis aan het Sarphatipark (noordzijde) in De Pijp te Amsterdam-Zuid.
De huizen zijn ontworpen door de architect Pieter Jacobus de Kam, die zelf het pand op nummer 55 betrok. De Kam wilde in 1896 zowel de beneden- als de bovenwoning op Sarphatipark 55 verhuren: "een Benedenhuis met Tuin en Tuinhuis, prachtig uitzicht, 5 groote Kamers, waarvan 2 ensuite, Badkamer en 2 kleine Kamers, Dienstbodenkamer, grote Keuken en Bijkeuken, Kolenbergplaats enz." en "een vrij Bovenhuis, 4 groote Kamers, waarvan 2 ensuite, 5 kleine Kamers, één Badkamer, één Alcoof, Keuken en groote Zolder". De gebouwen zijn opgetrokken in een eclectische bouwstijl en zijn ruim van opzet. De twee panden zijn in spiegelbeeld gebouwd, waarbij alleen de kroonlijst verschilt. Opvallend aan de gebouwen is dat alle drie de etages een naar voren uitstekend balkon hebben, een rariteit aan die straat.
Pieter Jacobus de Kam was afkomstig uit Wissenkerke, toen nog een zelfstandige gemeente op Noord-Beveland. Hij werd in 1842 geboren en haalde in 1861 een diploma in de 2e klasse der bouwkunde. Hij ontwikkelde zich verder van plaatselijk timmerman via boer tot uiteindelijk architect in Amsterdam. In 1892 keerde hij terug naar Wissenkerke. In 1919 overleed hij op 76-jarige leeftijd in Kalamazoo (Verenigde Staten).

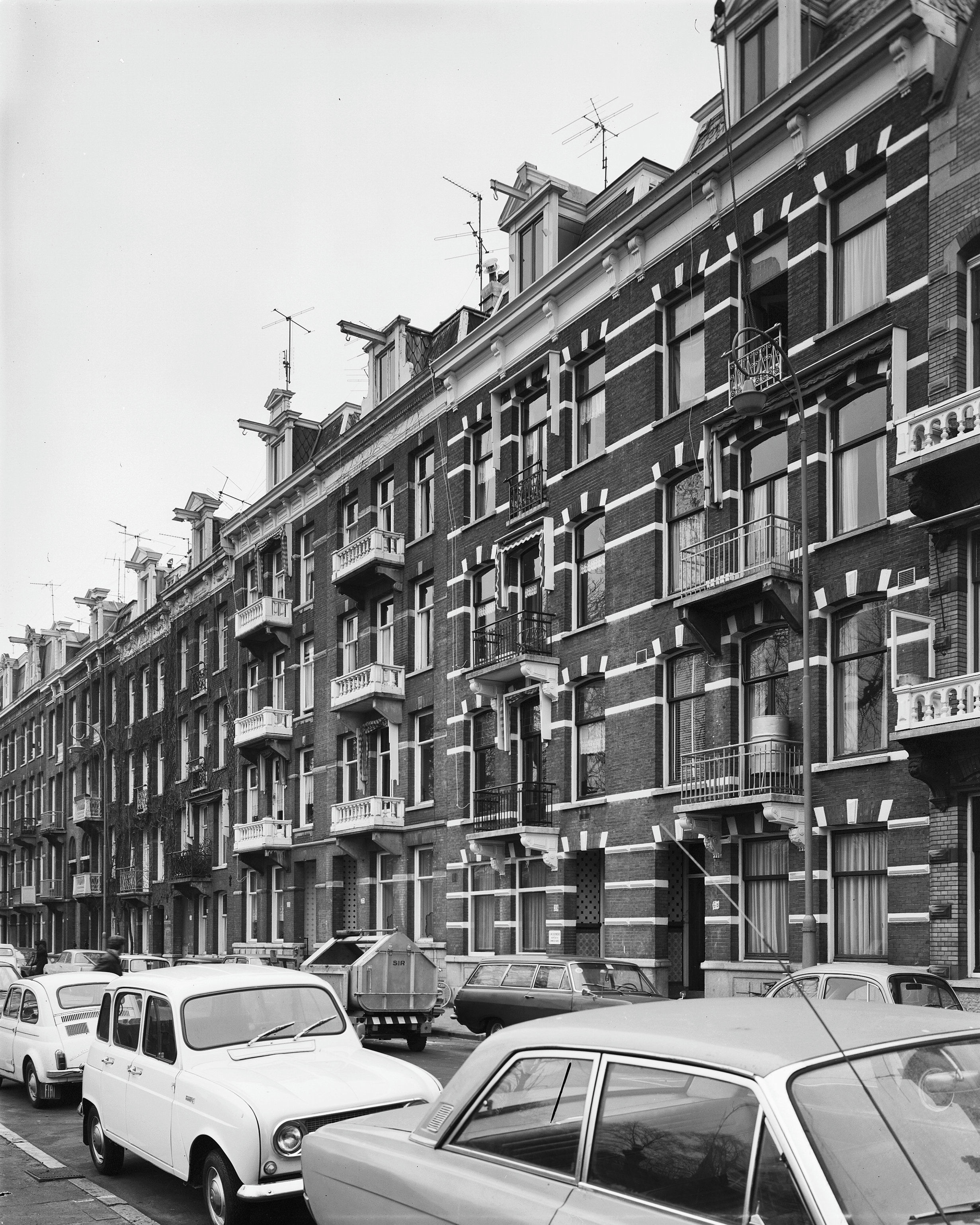
Sarphatipark 55-57 met de witte stenen balkons (links van het midden) in 1973